# Крилів-Колонія
Крилів-Колонія (пол. Kryłów-Kolonia) — колонія у Польщі, розташоване у Люблінському воєводстві Грубешівського повіту, ґміни Мірче.

## Історія
За переписом 1905 р. у Крилові-дворі А. Городиського було 16 будинків і 67 мешканців (19 православних і 48 римо-католиків). У 1915 р. більшість українців були вивезені перед наступом німецьких військ углиб Російської імперії, звідки повертались уже після закінчення війни.
У 1921 р. польський перепис нарахував у фільварку Крилів 11 будинків і 156 жителів, з них 139 римо-католиків, 12 православних, 2 євангелісти, 3 юдеї.